# Comtat de Dreux

Escut dels comtes de Dreux

El comtat de Dreux fou un jurisdicció feudal de França, a l'antic ducat de Normandia.
A començaments del segle x apareix en possessió de Landri que va morir sense successió i la seva filla Adela el va portar per dret uxori a Gautier comte de Vexin. Va passar després per conquesta a Ricard I de Normandia (942-996), però el va donar en dot a la seva filla Matilde en casar-se (1003-1004) amb Eudes II de Blois. El 1022 va morir Esteve I de Troyes, i el va heretar el seu cosí Eudes II de Blois (i Chartres i Reims) i el rei Robert II de França li va confiscar a aquest el comtat de Dreux (al qual no tenia dret, ja que no va tenir fills amb Matilde de Normandia o perquè aquesta era filla il·legitima) i el va reunir a la corona.
Lluís VI de França el va donar el 1137 al seu fill Robert que va fundar una nova dinastia. Després de la mort de Simó de Thouars va tornar a la corona el 1377 per cessió de la seva germana Peronel·la de Thouars, vescomtessa de Thouars.
El 1382 el rei Carles VI de França el va donar a Margarita de Borbó i al seu marit Arnau-Amanieu d'Albret. Va tornar a la corona el 1556.
El 1559 fou donat com a dot a Caterina de Mèdici i el 1579 fou elevat a ducat pairia i donat al duc Francesc d'Alençon, que després fou també duc d'Anjou, i va morir el 1584. L'any següent fou venut a la casa de Nemours amb la que va tornar a la corona sota el rei Lluís XIV.

## Llista de comtes
- Landri després de 900
- Adela (Eva) vers (+1017)
- Gautier de Vexin abans de 963
- Ricard I de Normandia 963-996
- Ricard II el Bo 996-1004
- Matilde de Normandia 1004-1006
- Eudes de Blois 1004-1023 (comte de Blois, Chartres, Tours, Chateaudun, Provins, i Reims)
- a la corona 1023-1137
- Robert I el Gran 1137-1188 (comte de Perche i de Braine per dret uxori de la seva tercera muller Agnès de Baudemont).
- Robert II el Jove (fill) 1188-1218
- Robert III Gasteblé (fill) 1218-1234
- Joan I (fill) 1234-1249
- Robert IV (fill) 1249-1282 (comte de Montfort el 1260 per dret uxori de la seva dona Beatriu)
- Joan II el Bo (fill) 1282-1309
- Robert V (fill) 1309-1329
- Joan III (germà) 1329-1331
- Pere (germà) 1331-1345
- Joana I (filla) 1345-1346
- Joana II (tia, filla de Joan II) 1346-1355
- Lluís vescomte de Thouars (per dret uxori de la seva dona Joana II) 1346-1355
- Simó de Thouars (fill) 1355-1365
- Peronel·la de Thouars (germana) 1365-1377
- Isabel de Thouars (germana) 1365-1377
- Margarida de Thouars 1365-1404
- Peronel·la va cedir dos terços de Dreux a la corona el 1377
- Arnau-Amanieu d'Albret 1382-1401
- Margarida de Borbó 1382-1401
- Carles I d'Albret (fill) 1401-1415)
- Carles II d'Albret (fill) 1415-1471
- Alan I d'Albret el Gran 1471-1522
- Enric I d'Albret 1522-1555, Rei de Navarra com Enric II (duc d'Albret)
- Joana I d'Albret i III de Dreux 1555-1572, Reina de Navarra com Joana III (duquessa d'Albret)
- A la corona francesa 1556-1559
- Caterina de Mèdici 1559-1579
- Francesc d'Alençon 1566-1584 (fill)
- A la corona 1584-1585
- Carles Manel de Savoia-Nemours 1585-1595
- Enric I de Savoia-Nemours (germà) 1595-1632
- Lluís de Savoia-Nemours (fill) 1632-1641
- Carles Amadeu de Savoia-Nemours (germà) 1641-1652
- Enric II de Savoia-Nemours (germà) 1652-1659
- A la corona 1659